# Juin 1895

## Événements
- 5 juin : coup d’État et guerre civile à Guayaquil. 20 années de conservatisme en Équateur, depuis 1875, aboutissent à la révolution de Guayaquil. Le pronunciamiento porte au pouvoir le docteur Eloy Alfaro, soutenu par les planteurs de cacao de la côte. Alfaro est proclamé à la fois président de la République (19 juin 1895) et général en chef des armées. Le président Eloy Alfaro octroie une onzième Constitution. Elle prévoit la laïcisation progressive de la République et la séparation de l’Église et de l’État, interdisant la formation de nouveaux ordres religieux et expropriant l’Église de ses biens. Libéralisme radical jusqu’en 1916.
- 10 juin : Tommaso Villa devient président de la chambre des députés du royaume d'Italie au cours de la XIXe législature

- 11 - 15 juin : première édition de la course automobile Paris-Bordeaux-Paris. 22 concurrents. Émile Levassor remporte l’épreuve sur une Panhard en 48 heures et 42 minutes.

- 16 juin : décret créant le gouvernement général de l’Afrique-Occidentale française (AOF).
  - Le Mali (sous le nom de Haut-Sénégal-Niger puis de Soudan français) devient une colonie française intégrée à l'Afrique-Occidentale française. Le colonel Louis Edgard de Trentinian est nommé gouverneur du Soudan français (fin en 1899).

- 21 juin : inauguration du canal reliant la mer du Nord à la mer Baltique (Kaiser-Wilhelm-Kanal).

- 25 juin : fin du ministère libéral Gladstone-Roseberry, Lord Salisbury (conservateur unioniste), Premier ministre du Royaume-Uni (fin en 1902).

## Naissances
- 1er juin : Tadeusz Bór-Komorowski, général polonais († 24 août 1966).
- 10 juin :
  - Michisei Kohno (mort le 31 mars 1950), peintre, illustrateur et graveur japonais
  - Hattie McDaniel (morte le 26 octobre 1952), actrice américaine
  - Immanuel Velikovsky (mort le 17 novembre 1979), psychiatre et écrivain russe
- 11 juin : Jacques Brugnon, joueur de tennis († 20 mars 1978).
- 25 juin : Antoine Delfosse, homme politique belge († 5 juin 1980).
- 26 juin :
  - George Hainsworth (mort le 9 octobre 1950), joueur de hockey sur glace canadien
  - Heinrich Paal (mort le 18 décembre 1941), joueur de football estonien
  - Raoul Tack (mort le 31 mars 1973), politicien belge
- 28 juin :
  - Cicely Mary Barker (morte le 16 février 1973), artiste britannique
  - Eugène-Marcel Mougin (mort le 6 janvier 1981), peintre post-impressionniste français
  - Félix Logiest (mort à une date inconnue), gymnaste belge
  - Iona Nikitchenko (mort le 22 avril 1967), juriste soviétique
  - Kazimierz Sikorski (mort le 23 juillet 1986), compositeur polonais
  - Louis Raymond (mort le 30 janvier 1962), joueur de tennis sud-africain
  - Trifko Grabež (mort en février 1918), membre de l'organisation serbe de La Main noire impliqué dans l'Attentat de Sarajevo

## Décès
- 23 juin : William Crawford Williamson, naturaliste britannique.
- 26 juin :
  - François-Auguste Ravier (né le 4 mai 1814), peintre paysagiste français
  - Franz von Hartmann (né le 24 mars 1808), juriste autrichien